# Anda Kitschman
Anda Kitschman, właściwie Anne Weiner Kitschmann (ur. 9 grudnia 1895 w Wiedniu, zm. 10 października 1967 w Krakowie) – polska dyrygentka, kompozytorka, śpiewaczka, aktorka, kierownik teatru muzycznego. Córka reżysera teatralnego Adolfa Kitschmanna i Elżbiety z Jakubowskich. Pierwsza Polka – dyrygentka.

## Życiorys
Jako pierwsza Polka studiowała dyrygenturę i w 1911 ukończyła ze złotym medalem Szkołę Kapelmistrzowską przy Akademii w Wiedniu. W 1912 po ukończeniu studiów powróciła do Lwowa, gdzie zadebiutowała jako kompozytorka operetką Paź złotowłosy; w tym samym roku w Teatrze Nowości w Warszawie wystawiono jej miniaturę baletową Mazurka. Jako dyrygentka debiutowała w tym teatrze 8 sierpnia 1913, prowadząc premierę pantomimy Sumurun, w której udział brała Pola Negri; dla niej skomponowała wkrótce pantomimę baletową Afrodyta. W Teatrze Nowości w Warszawie dyrygowała do 1918 r., przygotowując m.in. operetki Targ na dziewczęta, Figlarne kobietki, Florabella. Występowała też jako pianistka; 28 listopada 1915 odbył się jej recital chopinowski. Od 1916 występowała jako piosenkarka i aktorka w warszawskich kabaretach: Miraż, Czarny Kot, Argus. W oryginalny sposób, z dużym temperamentem śpiewała w kabaretach własne piosenki, akompaniując sobie przy fortepianie.
Po I wojnie związała się głównie ze Lwowem. Od 1918 do 1921 występowała w kabarecie „Czwórka”, w którym była pieśniarką, autorką tekstów, kompozytorką i pianistką. Od 1920 roku kierowała też teatrem żołnierskim. W 1922 zaczęła dyrygować w Teatrze Miejskim, z którym wyjeżdżała na występy gościnne np. do Krakowa (1924) i Stanisławowa (1926). W sezonie 1925/26 była kierownikiem muzycznym kabaretu „Semafor”.
Od końca lat 20. mieszkała w Katowicach, gdzie prowadziła zespoły wokalne. Po powrocie do Warszawy w 1933 współpracowała z kabaretami, była korepetytorką solistów w Teatrze Wielkim, opracowywała muzycznie operetki, pisała.
W marcu 1941 roku aresztowana przez niemieckie władze okupacyjne w związku ze sprawą zabójstwa Igo Syma.
Po wojnie zamieszkała w Krakowie, gdzie w listopadzie 1946 roku współorganizowała pierwszy „Kabaret Siedem Kotów”. „To piekielnie zdolna baba, ta Kitschmannka przy fortepianie”, napisał o niej w 1946 roku Konstanty Ildefons Gałczyński.
Była także kierownikiem muzycznym w teatrach krakowskich, komponowała muzykę do wielu spektakli, m.in.: O krasnoludkach i sierotce Marysi (1945), Z biegiem Wisły, Pinokio (1946), Biedulka (1947), Królowa śniegu (1948), Awantury w Chioggi (1953, widowisko plenerowe w Barbakanie), Romantyczni (1955). Później już tylko sporadycznie komponowała i opracowywała muzykę do przedstawień w teatrze krakowskim, np. dla Teatru Rozmaitości do Kalifa bociana (1958) i Jadzi wdowy (1959).
Przed wojną była autorką znanych piosenek, m.in. Pojadę na spacer w Aleje, Anda, Kniaginiuszka, Tata da raka. Po wojnie napisała (z J. Albrechtem) wodewil Igraszki balonikowe, rozpoczęła operetkę Burza nad Helikonem. Tłumaczyła teksty sztuk, oper i operetek. Swoje wspomnienia, m.in. o kabarecie „Czwórka”, pt. Garść wspomnień lwowskich zamieściła w tomie Dymek z papierosa, Warszawa 1959.
Pochowana na cmentarzu Rakowickim w Krakowie.